# گوگل ادسنس
گوگل اَدسِنس (به انگلیسی: AdSense) یک برنامهٔ تبلیغاتی ارائه‌شده توسط گوگل است. دارندگان وبگاه‌ها و نرم‌افزارهای موبایل می‌توانند در این برنامه نام‌نویسی کنند تا روی وبگاه‌هایشان تبلیغات متنی، تصویری و ویدئویی فعّال شود. درآمد حاصل از این تبلیغات تحت مدیرت گوگل، از روش‌های پرداخت به ازای کلیک یا پرداخت به ازای مشاهده محاسبه می‌شود.. گوگل علاوه بر راه‌های یادشده، آزمایش‌هایی برای اجرای خدمات پرداخت به ازای فعالیت انجام داده است اما آن پروژه در سال ۲۰۰۸ متوقف شد. گوگل در سال ۲۰۱۴ درآمدی به میزان ۱۳٫۶ میلیارد دلار به از طریق ادسنس به دست آورد. این مبلغ معادل ۲۲ درصد مجموع درآمدهای گوگل در سال ۲۰۱۴ بود. در سال ۲۰۲۱ بیش از ۳۸٫۳ میلیون وبگاه از خدمات گوگل ادسنس استفاده می‌کنند.

## بررسی اجمالی
گوگل ادسنس یکی از سرویس‌های رایگان شرکت گوگل است که سالیانه بخش بزرگی از درآمدهای گوگل توسط آن به دست می‌آید. این سرویس به وب‌مسترها، وبلاگ نویسان و کسانی که تمایل به قرار دادن تبلیغ در وب‌سایت خود دارند، اجازه می‌دهد تا انواع محتوا را به صورت متنی، پویانمایی، ویدئویی یا هر نوع تبلیغ چندرسانه‌ای مرتبط با محتوا و مخاطبان خود را بر روی وب‌سایت خود قرار داده و از طریق نمایش یا کلیک روی این تبلیغات کسب درآمد کنند.

## روش استفاده
برای استفاده از این سرویس، ابتدا شما در سرویس گوگل ادسنس ثبت نام خواهید کرد و سپس بر اساس موضوع و محتوای وب‌سایت شما، گوگل تعدادی تبلیغات مرتبط به شما می‌دهد که باید آن را در وب سایت خود قرار دهید. تفاوت عمده گوگل ادوردز و گوگل ادسنس در رسیدن به نتیجه سریع است. به عبارتی شما با تبلیغات در گوگل ادوردز نسبت به گوگل ادسنس، سریع‌تر به نتیجه دلخواه خود می‌رسید. روش درآمدزایی از طریق گوگل ادسنس وجود دارد. این دو روش عبارتند از:
CPM (پرداخت به ازای بازدیدکننده): بر اساس تعداد بازدیدهای انجام شده از صفحات یا پست‌هایی است که در آن تبلیغی وجود دارد.
CTR (میانگین تعداد کلیک): بر اساس تعداد افرادی است که بر روی تبلیغ موجود کلیک کرده‌اند.
همان‌طور که می‌دانید، روش CPM، برای صاحبان وب‌سایت از اهمیت بالاتری برخوردار است؛ زیرا با تمرکز بر روی آن نه تنها ترافیک وب‌سایت خود را افزایش می‌دهند، بلکه رتبه سایت خود در نتایج جستجو را نیز بهبود می‌بخشند. گوگل ادسنس در اواسط سال ۲۰۰۳ توسط گوگل راه‌اندازی شد و در حال حاضر یکی از محبوب‌ترین برنامه‌های تبلیغاتی در اینترنت است. ادسنس فرصت خوبی برای مدیران و صاحبان وب‌سایت‌ها ایجاد می‌کند تا بتوانند از ترافیک موجود در وب‌سایت خود سود ببرند.